# Pseudoceratoppia sexsetosa
Pseudoceratoppia sexsetosa är en kvalsterart som beskrevs av Hammer 1967. Pseudoceratoppia sexsetosa ingår i släktet Pseudoceratoppia och familjen Ceratoppiidae. Inga underarter finns listade i Catalogue of Life.